# Actia chrysocera
Actia chrysocera là một loài ruồi trong họ Tachinidae.